# قرطيون حرشفي
قرطيون حرشفي (الاسم العلمي: Cerithium scabridum) هو نوع من الرخويات يتبع جنس القرطيون من الفصيلة القرطيونية.